# 로버트 벤투리

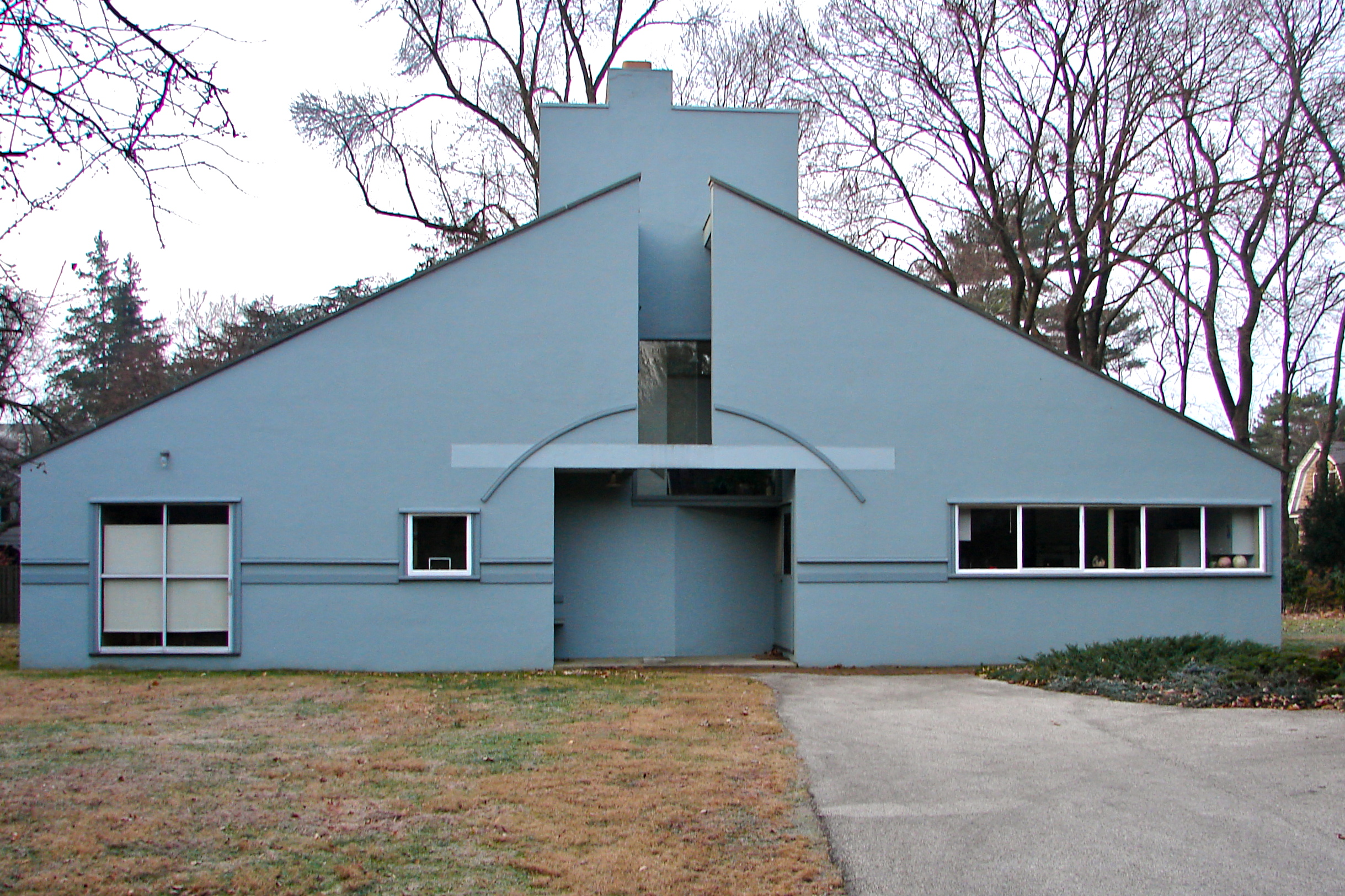
배너 벤투리 주택

로버트 벤투리(영어: Robert Charles Venturi Jr., 1925년 6월 25일 ~ 2018년 9월 18일)은 미국의 건축가로, 20세기 건축의 중요한 인물이다. 그의 부인이자 파트너인 데니스 스콧 브라운과 함께 건축가와 도시계획가로 활동했고, 학생들이 건축과 미국의 건조 환경에 대한 생각을 형성하는 데에 많은 도움을 주었다. 그들의 건물, 도시계획, 이론적 저술들은 이러한 담론이 확대되는 것에 큰 기여를 하였다. 로버트 벤투리는 미스 반 데어 로에의 유명한 모더니즘적 경구인 "적을수록 많다"(Less is more)에 대응하여 "적을수록 지루하다"(Less is bore)라는 격언을 만든 것으로도 유명하다. 벤투리는 부인인 데니스 스콧 브라운과 필라델피아에 살았으며, 아들로 제임스 벤투리를 두었다.

## 생애
미국 펜실베이니아주의 필라델피아에서 출생하였다. 프린스턴 대학을 졸업한 후 1958년까지 사리넨과 루이스 칸의 사무소 등지에서 일을 하다가 자신의 건축회사를 설립하였다. 1959년 펜실베이니아 대학에서 부교수로, 1965년부터 1970년까지 예일대학 교수로 재직하였다. 그의 작품의 특징은 고도의 다양한 표현이 특징인 지각심리학적 요소들을 건축용어로 변환시키고자 노력한 결정체로 나타난다. 또한 이론가로서 형태의 질적 문제를 건축 디자인의 예술적 자극원으로 인식할 것을 제의하기도 했다.
1991년에 ‘건축의 노벨상’으로 불리는 프리츠커 상(賞)을 수상한, 현대건축계에서 ‘위대한 건축이론가’로 불리는 거장. 지난 1960~70년대에 부인이자 건축파트너인 데니스 스콧 브라운과 함께 집필한 건축의 복합성과 대립성과 라스베가스의 교훈은 콜럼비아 건축대학원장인 마크 위글리가 선정한 ‘서양 건축에 가장 큰 영향을 끼친 4권의 책’에 꼽힌다. 2005년에 하버드 대학 출판을 통하여 데니스 스콧 브라운과 함께 그들의 건축세계를 집대성한 '기호와 시스템으로 읽는 건축, 매너리즘 시대를 위하여’(원제 'Architecture as Signs and Systems: For a Mannerist Time')를 출간했다.
데니스 스콧 브라운과 함께 미국 펜실베이니아주 필라델피아에 있는 건축설계사무소 Venturi, Scott Brown and Associates의 대표로 활동했다.
제자로서 한국계 미국인 건축가 스티븐 송 등이 있다. 스티븐 송은 2009년에 발간된 '기호와 시스템으로 읽는 건축, 매너리즘 시대를 위하여'의 한국어판을 감수하였고, 이에 앞서 2007년에는 벤투리와 스콧 브라운의 건축이론을 새로운 세대의 건축가의 눈으로 재조명하는 논문, ’패러다임의 이동- 데커레이티드 셰드의 재발견' (Shifting Paradigms: Renovating the Decorated Shed)을 발표하여 건축계로부터 관심을 모았다.